# Škoda 430

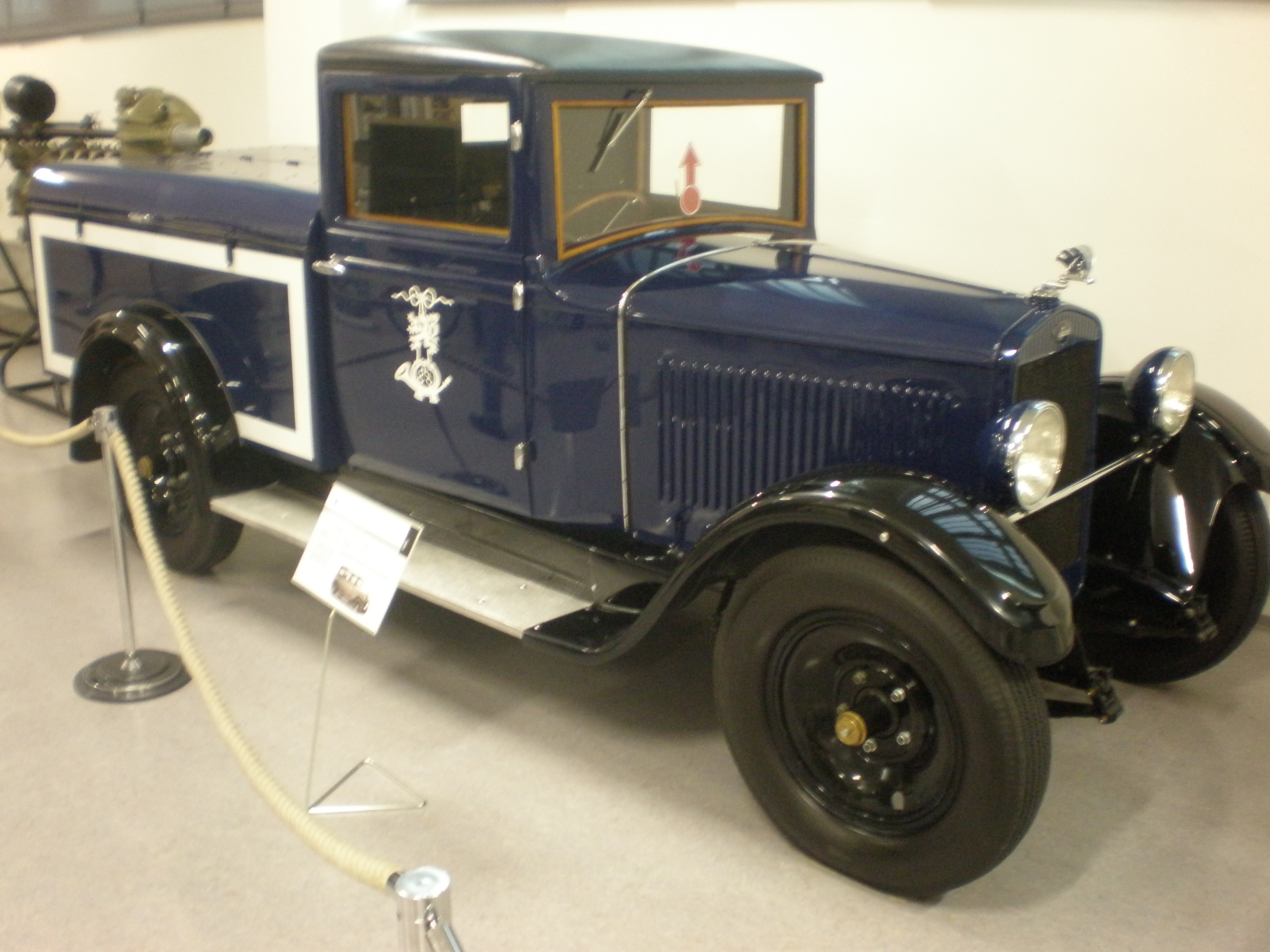
Škoda 430 poštovní verze (1932)

Škoda 430 byl osobní automobil vyráběný automobilkou Škoda od roku 1929 do roku 1936.

## Škoda 430
Výroba byla zahájena v roce 1929. Vyráběl se jako sedan, kabriolet, roadster a phaéton. Měl motor s objmem 1 661 cm3 a s výkonem 22 kW, vůz dosahoval rychlosti až 80 km/h. Motor byl uložený vpředu, poháněl zadní kola. Výroba skončila v roce 1932, bylo vyrobeno 3 028 kusů.
| Maximální rychlost | 80 km/h          |
| Spotřeba           | 10 — 12 l/100 km |
| Objem              | 1 661 cm3        |
| Vrtání × zdvih     | 72 × 102 mm      |
| Výkon              | 22 kW            |
| Užitková hmotnost  | 1 100 kg         |
| Rozměry            |                  |
| Délka              | 4 430 mm         |
| Výška              | 1 750 mm         |
| Šířka              | 1 660 mm         |
| Rozvor             | 2 800 mm         |

## Škoda 430 D
Model 430 D se začal vyrábět v roce 1930. Byl skoro stejný jako model 430m měl jen větší rozvor (2 900 mm), větší objem (1 802 cm3), větší rychlost (90 km/h) a větší výkon (24 kW). V roce 1934 byl zesílen výkon na 28 kW a maximílní rychlost se zvýšila na 95 km/h. Výroba skončila v roce 1936. Bylo vyrobeno jen 651 kusů.
| Maximální rychlost | do r. 1934       | 90 km/h          |
| Maximální rychlost | od r. 1934       | 95 km/h          |
| Spotřeba           | 10 — 12 l/100 km | 10 — 12 l/100 km |
| Objem              | 1 661 cm3        | 1 661 cm3        |
| Vrtání × zdvih     | 72 × 102 mm      | 72 × 102 mm      |
| Výkon              | do r. 1934       | 24 kW            |
| Výkon              | od r. 1934       | 28 kW            |
| Rozměry            |                  |                  |
| Délka              | 4 430 mm         | 4 430 mm         |
| Výška              | 1 750 mm         | 1 750 mm         |
| Šířka              | 1 660 mm         | 1 660 mm         |
| Rozvor             | 2 900 mm         | 2 900 mm         |